# Cando
Cando és una població dels Estats Units a l'estat de Dakota del Nord. Segons el cens del 2000 tenia 1.342 habitants.

## Demografia
Segons el cens del 2000, Cando tenia 1.342 habitants, 595 habitatges, i 345 famílies. La densitat de població era de 835,7 hab./km².
Dels 595 habitatges en un 25,9% hi vivien nens de menys de 18 anys, en un 49,7% hi vivien parelles casades, en un 5,4% dones solteres, i en un 42% no eren unitats familiars. En el 40,2% dels habitatges hi vivien persones soles el 24,4% de les quals corresponia a persones de 65 anys o més que vivien soles. El nombre mitjà de persones vivint en cada habitatge era de 2,15 i el nombre mitjà de persones que vivien en cada família era de 2,88.
Per edats la població es repartia de la següent manera: un 23,7% tenia menys de 18 anys, un 2,5% entre 18 i 24, un 23,8% entre 25 i 44, un 23,3% de 45 a 60 i un 26,8% 65 anys o més.
L'edat mediana era de 45 anys. Per cada 100 dones de 18 o més anys hi havia 82,9 homes.
La renda mediana per habitatge era de 31.989 $ i la renda mediana per família de 43.571 $. Els homes tenien una renda mediana de 28.421 $ mentre que les dones 17.308 $. La renda per capita de la població era de 19.128 $. Entorn del 6,5% de les famílies i el 9,7% de la població estaven per davall del llindar de pobresa.

## Poblacions més properes
El següent diagrama mostra les poblacions més properes.